# Wierzbica (gmina Leśniowice)
Wierzbica – wieś w Polsce położona w województwie lubelskim, w powiecie chełmskim, w gminie Leśniowice.
W latach 1975–1998 miejscowość należała administracyjnie do województwa chełmskiego.
Wieś jest sołectwem w gminie Leśniowice. Według Narodowego Spisu Powszechnego z roku 2011 wieś liczyła 115 mieszkańców i była czternastą co do liczby ludności miejscowością gminy.

## Części wsi
| SIMC    | Nazwa    | Rodzaj    |
| ------- | -------- | --------- |
| 1025723 | Folwark  | część wsi |
| 1026036 | Las      | część wsi |
| 0105199 | Podłącze | część wsi |

## Historia
Miejscowość wzmiankowana po raz pierwszy w 1441 r. Należała wówczas do Parafii Rzymskokatolickiej w Wojsławicach. Podczas lustracji województwa ruskiego (1661–1665) opisano Wierzbicę jako „uroczyszcze jedno albo pole” które na dwór, do wsi „Lesnowicz” należący, zasiewano. Teraz te „uroczyszcze” albo obszar pozarastał brzeziną, należy jednak do Lesnowicz teraźniejszej.